# Плацидия
Плаци́дия (не ранее 439 и не позднее 443, Рим — около 484, Константинополь) — дочь императора Валентиниана III и супруга императора Олибрия. Её полное имя неизвестно. На основании наречения женщин в Древнем Риме её полными именами могли быть Галла Плацидия Валентиниана или Галла Плацидия Младшая.
Происходила из императорской династии Феодосия. Дочь императора Валентиниана III и Лицинии Евдоксии. В 454 году была обручена с Гауденцием, сыном Аэция, однако после убийства последнего помолвка была расторгнута. В 455 году, после смерти отца, её мать вынуждена была выйти замуж за Петрония Максима. Петроний Максим устроил помолвку Плацидии со своим сыном Палладием. Однако в том же году Рим был захвачен вандалами во главе с Гейзерихом. Плацидия вместе с матерью и сестрой Евдоксией попала в плен и была увезена в Карфаген.
В конце 455 года в Карфагене она вышла замуж за Аниция Олибрия, который был в дружеских отношениях с Гейзерихом. В 461 году благодаря дипломатии императора Льва I Плацидия была освобождена и отправлена в Константинополь.
В 472 году вместе с мужем отправилась в Италию, где Олибрий вскоре стал императором. В том же году он умер, однако Плацидия осталась в Риме. В 478 году при содействии Плацидии в Константинополь было направлено посольство по налаживанию мирных отношений между государством вандалов и Восточной Римской империей. Последнее упоминание о Плацидии датируется 484 годом.